# Mihai Eșanu (fotbalist)
Mihai Eșanu (n. 25 iulie 1998, București, România) este un fotbalist român, care joacă pe post de portar la Petrolul în SuperLiga României.
Eșanu a debutat în Liga I în august 2020, într-un meci dintre Dinamo București și Chindia Târgoviște când a intrat în locul Cătălin Straton, accidentat.
Fost campion național de juniori, Eșanu a apărat în UEFA Youth League, echivalentul Ligii Campionilor la tineret. A fost crescut de Dinamo București și a mai jucat sub formă de împrumut la CS Balotești și Farul.
A fost convocat în lotul naționalei de tineret a României pentru Campionatul European din 2021.